# Oleksij Slivinskyj
Oleksij Jaroslavovytj Slivinskyj (ukrainska: Олексій Ярославович Слівінський), född den 8 augusti 1972, är en ukrainsk kanotist.
Han tog bland annat VM-guld i K-4 200 meter i samband med sprintvärldsmästerskapen i kanotsport 2003 i Gainesville, Georgia.